# Struise Rosse
Struise Rosse is een Belgisch bier van hoge gisting.
Het bier wordt gebrouwen door De Struise Brouwers, Oostvleteren bij Brouwerij Deca te Woesten.
Het is een licht wazig amberkleurig bier met een alcoholpercentage van 6%. Dit bier zou ontstaan zijn door een brouwersfoutje, met goede afloop.